# Haakon Arnold
Haakon Arnold, född 18 mars 1897 i Glemmen, Östfold, död 16 april 1968, var en norsk skådespelare.
Arnold var 1935–1949 engagerad vid Det Nye Teater och 1949–1962 vid Nationaltheatret. Vid sidan av teatern verkade han som filmskådespelare i biroller. Han debuterade 1941 i Alfred Maurstads Hansen og Hansen och medverkade i sammanlagt 15 filmer 1941–1961.

## Filmografi
- 1941 – Hansen og Hansen
- 1942 – Nordlandets våghals
- 1942 – Det æ'kke te å tru
- 1943 – Den nye lægen
- 1943 – Vigdis
- 1948 – Kampen om atombomben
- 1949 – Kärleken blir din död
- 1951 – Vad vore livet utan dig
- 1951 – Storfolk og småfolk
- 1951 – Ukjent mann
- 1953 – Skøytekongen
- 1956 – Kvinnens plass
- 1956 – På solsiden
- 1957 – Stevnemøte med glemte år
- 1961 – Hans Nielsen Hauge